# Коновницына, Анна Ивановна
Графиня А́нна Ива́новна Коновни́цына, урождённая Ко́рсакова (10 февраля 1769, с. Полоная, Порховский уезд Новгородская губерния — 23 января [4 февраля] 1843, Санкт-Петербург) — супруга генерала от инфантерии графа Петра Петровича Коновницына. Кавалерственная дама ордена Святой Екатерины (30 августа 1814).

## Биография

### Семья
Анна Ивановна родилась в семье новгородского уездного предводителя дворянства отставного гвардии поручика Ивана Ивановича Корсакова (1735—1805) и Агафьи Григорьевны, урождённой Коновницыной (1748—1826). Отец Анны Ивановны, выйдя в отставку в 1761 году, постоянно проживал в родовом имении Полоная, занимая в 1777—1789 годах пост уездного предводителя. Агафья Григорьевна, любившая наряжаться, танцевать, веселиться, не желала находиться в деревне и с середины 1770-х годов почти постоянно проживала в Петербурге в семье родственника — генерал-поручика П. П. Коновницына (1743—1796), ставшего в 1785 году гражданским губернатором Санкт-Петербурга.
У Анны была сестра Мария (1777—1873), в замужестве Лоррер, и братья: Алексей (1767—1811) и Никита (1776—1857), получивший в 1801 году титул князя Дондукова-Корсакова.

### Образование
Анна Ивановна вместе с братьями и сестрой получила домашнее образование. Их учителем был известный масон П.-К. Шлейснер. Ежегодно с 1791 по 1794 года дети переводили труды учителя и дарили своему отцу в день его рождения. Перевод сочинения Шлейснера «Рассуждение об истинном величестве человека», осуществлённый в 1792 году Анной Ивановной, был напечатан под криптонимами автора: «Шл…..р» — и переводчицы: «А. Карс».

### Брак
17 апреля 1801 года 32-летняя Анна Ивановна вышла замуж за 36-летнего Петра Петровича Коновницына (1764—1822), единственного сына Петра Петровича и Анны Еремеевны, урождённой Родзянко. Венчание «отставного Генерал-Майора и Кавалера Петра Петровича Коновницына, с дочерью отставного Гвардии Поручика и Кавалера Ивана Иванова Корсакова девицею Анною» состоялось в Санкт-Петербурге в Владимирской во Придворных слободах церкви.

### Семейная жизнь
Ещё в 1798 году Пётр Петрович был уволен со службы императором Павлом I, поэтому первые годы брака супруги жили уединенно в своем небольшом имении Кярово Петербургской губернии, которое было приданым Анны Ивановны. Она всецело посвятила себя заботам о супруге и воспитанию детей и была счастлива в семейной жизни со своим «Пьерушкой», без которого «ничто на свете ей не мило».
В 1806 году Коновницыны переехали в Петербург, а в 1807 году Пётр Петрович вернулся на военную службу. С началом Отечественной войны супруги были вынуждены расстаться: Коновницын отправился в действующую армию. Они отправляли друг другу по три письма в день, несмотря на все превратности военного времени. Анна Ивановна постоянно волновалась о муже, зная его отчаянную храбрость:
Береги себя для нас, ибо уверяю, что дети без тебя пропали: мне ничего мило не будет, я за себя не отвечаю, твоя жизнь всё для меня на свете…
Заботясь о его здоровье, она посылала мужу всевозможные припасы: фуфайки, носки, рубашки, кошелёк своей работы, домашний бульон, рябчиков и даже «бишевной эссенции своих Киаровскихъ померанцевъ».
Бог нас не оставит, лишь бы ты жив был, имения всего рада бы лишиться, лишь бы любезное Отечество спасено было… Вся твоя дивизия совершенно мне как своя, молюсь за всех их — Бог сохрани вас всех…

Пётр Петрович пишет жене 27 августа, сразу после Бородинского сражения: 
Не хочу чинов, не хочу крестов. Семейное щастие ни с чем в свете не сравню. Милый мой друг, сердце бы тебе своё вынул…

Несмотря на все заверения супруга в любви, в одном из писем военной поры Анна Ивановна писала:
Все мужчины таковы, умри я, и ты красавицу подхватишь, и меня забудешь, — на зло жить хочу!
После окончания войны император Александр I «осыпает» генерала наградами. В 1815 году Коновницын назначается военным министром, в 1817 году производится в генералы от инфантерии, а в 1819 — получает графский титул и назначается главным директором военно-учебных заведений. Анна Ивановна получает орден Святой Екатерины 2 степени. Дочь Елизавета принята фрейлиной.
22 августа 1822 года Пётр Петрович Коновницын скончался, Анна Ивановна пережила мужа на 20 лет.

### Последние годы
После смерти супруга Анна Ивановна установила перед домом в имении Кярово бюст Коновницына, позднее его перенесли в гостиную дома. На мраморном постаменте над могилой в церкви она поставила образ Божией Матери. Риза образа была вылита из золотой сабли с бриллиантами «За храбрость», которой генерал был награждён за Бородинский бой.
1825 год принёс новые волнения. По делу декабристов были осуждены 2 старших сына Анны Ивановны, а также муж дочери — Михаил Нарышкин. Пётр лишён дворянства и чинов и разжалован в солдаты; Иван получил высочайшее повеление отправиться на службу на Кавказ; Нарышкин приговорен к каторжным работам. Елизавета Петровна, только что потерявшая новорожденную дочь, приняла решение ехать за мужем. Анна Ивановна, безгранично любившая своих детей, активно способствовала этому. Император Николай I писал князю А. Голицыну: 
… сегодня утром мадам Коновницына почти вошла в мою спальню, именно этих женщин я опасаюсь больше всего
Помогала Анна Ивановна и другим декабристам. Дмитрий Завалишин вспоминал, что полковник Любимов, командир Тарутинского 67-го пехотного полка, в котором служил Михаил Нарышкин, дал записку надзирателю Жуковскому, адресованную графине «А. И. К.», по которой тот должен был получить 10 000 рублей. Используя эти деньги, армейский офицер должен был уничтожить бумаги Любимова, которые находились в Следственной комиссии, но еще не были досмотрены. В результате этого, «… Любимов истребил компрометировавшие его бумаги и отделался, кажется, шестимесячным арестом.» По мнению Завалишина, «… послабление относительно одного лица неизбежно влекло послабления и для других, а отступление от инструкции в одном вело к отступлению и в другом, так что Ж. попал, наконец, в полную зависимость от нас во всём.»
В августе 1826 года директор канцелярии фон Фок докладывал шефу жандармов:
Между дамами две самые непримиримые и всегда готовые разорвать на части правительство — княгиня Волконская и генеральша Коновницына. Их частные кружки служат средоточием всех недовольных; и нет брани злее той, которую они извергают на правительство и его слуг.
В феврале 1830 года Пётр получил отпуск для свидания с матерью. На обратном пути Коновницын заболел и скончался 22 августа (3 сентября) 1830 года от холеры и был похоронен во Владикавказе. Анна Ивановна пожелала установить доску на могиле сына, но Розен не смог выполнить просьбы, не найдя захоронения.
В 1838 году Анна Ивановна встречается с дочерью, которую не видела целых десять лет. Следуя за мужем на Кавказ, Елизавета Петровна ненадолго заезжает в Россию.
В «Воспоминаниях о гр. А. И. Коновницыной, урожд. Корсаковой» Ф. В. Булгарин отмечал, что Анна Ивановна много занималась благотворительностью.
Графиня Анна Ивановна Коновницына скончалась 23 января (4 февраля) 1843 года в Санкт-Петербурге, отпевали ее в Исаакиевском соборе, похоронена рядом с мужем в имении Кярово.

## Дети
В браке родились дочь и 4 сыновей.
- Елизавета (1802—1867)
- Пётр (1803—1830)
- Иван (1806—1867)
- Григорий (1809—1846)
- Алексей (1812—1852)

Анна Ивановна писала мужу:
Благослови дочь и 4 сыновей! Какова семейка! Сколько Коновницыных тебе народила, ты должен более меня любить, сударь!

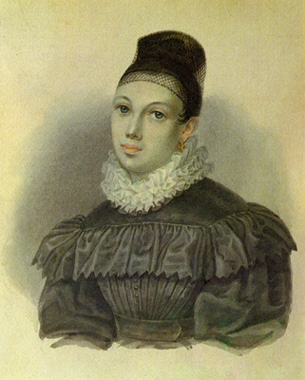
Елизавета Петровна
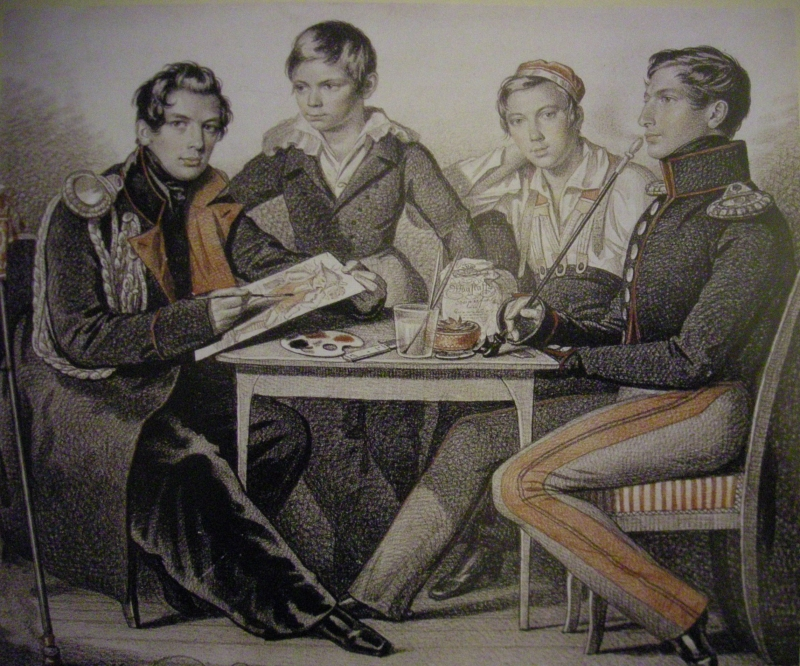
Братья Коновницыны
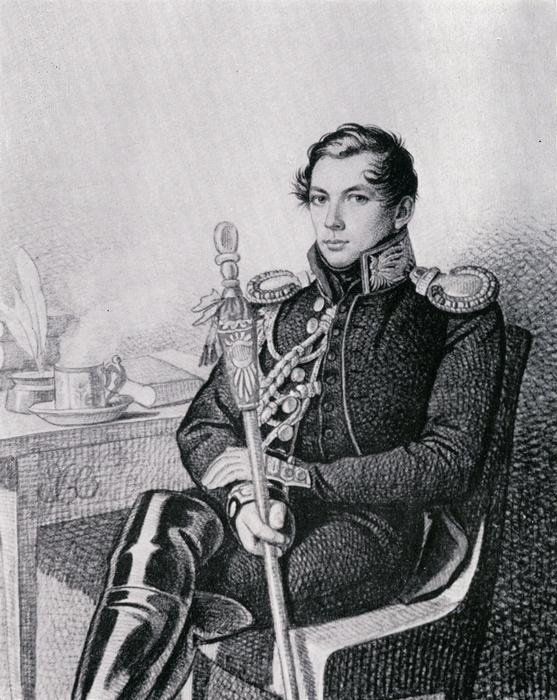
Пётр Петрович
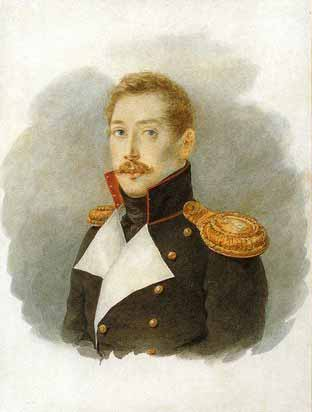
Иван Петрович